# John Livadary
John P. Livadary (født 20. maj 1896, død 7. april 1987) var en amerikansk lydtekniker.
Han startede med at arbejde for Columbia Pictures i 1928 og vandt en Oscar for bedste lydoptagelse 3 gange, og var nomineret yderligere 14 gange.
Den første Oscar var for filmen Kærlighedens Symfoni i 1935.
Den anden for Hele verdens sanger i 1947 og den sidste for Herfra til evigheden i 1954.
Han arbejdede på 130 film mellem 1928 og 1960. Han døde 90 år gammel i Newport Beach, Californien 7. april 1987.

## Udvalgte film
- Djævlepatruljen (1929)
- Kærlighedens Symfoni (1934)
- Love Me Forever (1935)
- En gentleman kommer til byen (1936)
- Tabte horisonter (1937)
- Du kan ikke tage det med dig (1938)
- Mr. Smith kommer til Washington (1939)
- Too Many Husbands (1940)
- Mændene i mit liv (1941)
- Sig det med orkideer (1942)
- Sahara (1943)
- Pin-up pigen (1944)
- Den store drøm (1945)
- Hele verdens sanger (1946)
- Herfra til evigheden (1953)
- Mytteriet på Caine (1954)
- Bristede strenge (1956)
- Pal Joey (1957)
- Sprængkommando (1960)